# ۳۱۵۳ لینکلن
سیارک ۳۱۵۳ (به انگلیسی: 3153 Lincoln، نامگذاری:1984SH3) سه هزار و صد و پنجاه و سومین سیارک کشف شده‌است که در ۲۸ سپتامبر ۱۹۸۴ کشف شد.
قدر مطلق سیارک برابر ۱۳٫۳۰ است.